# Lijst van voetbalinterlands Griekenland - Kazachstan
Deze lijst van voetbalinterlands is een overzicht van alle officiële voetbalwedstrijden tussen de nationale teams van Griekenland en Kazachstan. De landen speelden tot op heden vier keer tegen elkaar. De eerste ontmoeting, een kwalificatiewedstrijd voor het Wereldkampioenschap voetbal 2006, werd gespeeld in Piraeus op 17 november 2004. Het laatste duel, een kwalificatiewedstrijd voor het Europees kampioenschap voetbal 2024, vond plaats op 21 maart 2024 in Athene.

## Wedstrijden
| № | Plaats  | Datum            | Competitie           | Wedstrijd                | Uitslag |
| - | ------- | ---------------- | -------------------- | ------------------------ | ------- |
| 1 | Piraeus | 17 november 2004 | WK 2006 kwalificatie | Griekenland – Kazachstan | 3 – 1   |
| 2 | Almaty  | 7 september 2005 | WK 2006 kwalificatie | Kazachstan – Griekenland | 1 – 2   |
| 3 | Nicosia | 1 maart 2006     | Vriendschappelijk    | Griekenland – Kazachstan | 2 – 0   |
| 4 | Athene  | 21 maart 2024    | EK 2024 kwalificatie | Griekenland – Kazachstan | 5 – 0   |

## Samenvatting
| Competitie        | Totaal gespeeld | Winst Griekenland | Gelijk | Winst Kazachstan | Doelsaldo Griekenland – Kazachstan |
| ----------------- | --------------- | ----------------- | ------ | ---------------- | ---------------------------------- |
| WK-kwalificatie   | 2               | 2                 | 0      | 0                | 5 − 2                              |
| EK-kwalificatie   | 1               | 1                 | 0      | 0                | 5 − 0                              |
| Vriendschappelijk | 1               | 1                 | 0      | 0                | 2 − 0                              |
| Totaal            | 4               | 4                 | 0      | 0                | 12 − 2                             |

## Details

### Eerste ontmoeting
De eerste ontmoeting tussen de nationale voetbalploegen van Griekenland en Kazachstan vond plaats op 17 november 2004 (aanvangstijdstip 20:30 uur). Het WK-kwalificatieduel, bijgewoond door 31.838 toeschouwers, werd gespeeld in het Georgios Karaiskakis Stadion in Piraeus, en stond onder leiding van scheidsrechter Kostadin Kostadinov uit Bulgarije. Hij werd geassisteerd door zijn landgenoten Krassimir Kerezov en Venizlav Gavrilov. Bij Griekenland speelde aanvoerder Theodoros Zagorakis (Bologna FC) zijn honderdste interland voor de op dat moment regerend Europees kampioen. Maksim Zhalmagambetov (Zhenis FC) maakte zijn debuut voor Kazachstan.
| WK 2006 kwalificatie (Piraeus, Griekenland, 17 november 2004): |              | |
| Griekenland | 3 – 1        | Kazachstan |
| Angelos Charisteas 24' Angelos Charisteas 45+2' Kostas Katsouranis 86' | goals        | 87' (pen.) Roeslan Baltiev |
| Otto Rehhagel | bondscoach   | Sergey Timofeev |
| Antonis Nikopolidis Giourkas Seitaridis Traianos Dellas Michalis Kapsis 60' Takis Fyssas Theodoros Zagorakis 70' Angelos Basinas Vassilis Tsiartas 72' Giorgos Karagounis Zisis Vryzas Angelos Charisteas | opstellingen | Yuriy Novikov Dmitriy Lyapkin Renat Dubinskiy Samat Smakov Andrey Karpovich 66' Alibek Buleshev Roeslan Baltiev Anton Chichulin Farhadbek Irismetov 53' Rafael Urazbahtin 68' Maksim Jalmagambetov |
| Kostas Katsouranis 60' Pantelis Kafes 70' Georgios Georgiadis 72' | wissels      | 53' Denis Rodionov 66' Maksim Shevchenko 68' Dias Kamelov |
| | gele kaarten | 33' Farhadbek Irismetov 56' Denis Rodionov |

### Tweede ontmoeting
De tweede ontmoeting tussen Griekenland en Kazachstan vond plaats op 7 september 2005 (aanvangstijdstip 16:00 uur). Het WK-kwalificatieduel, bijgewoond door 23.000 toeschouwers, werd gespeeld in het Almaty Zentral Stadion in Almaty, en stond onder leiding van scheidsrechter Alexandru Tudor uit Roemenië. Hij werd geassisteerd door zijn landgenoten Cristian Nica en Aurel Oniţă, en deelde twee rode kaarten uit. Het winnende doelpunt van de Grieken viel in de blessuretijd.
| WK 2006 kwalificatie (Almaty, Kazachstan, 7 september 2005): |              | |
| Kazachstan | 1 – 2        | Griekenland |
| Nurbol Zhumaskaliyev 53' | goals        | 87' (pen.) Stelios Giannakopoulos 90+4' Nikos Liberopoulos |
| Sergey Timofeev | bondscoach   | Otto Rehhagel |
| David Loria Nurbol Zhumaskaliyev 80' Aleksandr Kuchma Aleksandr Familtsev 78' Igor Avdeev Nikita Khokhlov Samat Smakov Andrey Karpovich Oleg Litvinenko Denis Rodionov Maksim Azovskiy 52' | opstellingen | Antonios Nikopolidis Giourkas Seitaridis Michalis Kapsis 76' Panagiotis Fyssas Theodoros Zagorakis 60' Kostas Katsouranis Giorgios Karagounis Stelios Giannakopoulos Angelos Basinas 54' Zisis Vryzas Angelos Charisteas |
| Sergey Larin 52' Andrey Travin 78' Roeslan Baltiev 80' | wissels      | 54' Nikos Liberopoulos 60' Pantelis Kafes 76' Theofanis Gekas |
| Igor Avdeyev 33' Nikita Khokhlov 38' Oleg Litvinenko 45' Sergey Larin 82' | gele kaarten | 28' Giourkas Seitaridis 89' Pantelis Kafes |
| Andrey Karpovich 58', 86' Denis Rodionov 90+4' | rode kaarten | |

### Derde ontmoeting
| Vriendschappelijk (Nicosia, Cyprus, 1 maart 2006): |       |            |
| Griekenland                                        | 2 – 0 | Kazachstan |
| Georgios Samaras 68' Stelios Giannakopoulos 90+1'  | goals |            |

EPO · A-internationals · Bondscoaches · Selecties · Grieks vrouwenelftal · Olympisch elftal · Griekenland U21 · Griekenland U20 · Griekenland U19 · Griekenland U18 · Griekenland U17 · Griekenland U16
1920 – 1929 ·
1930 – 1939 ·
1940 – 1949 ·
1950 – 1959 ·
1960 – 1969 ·
1970 – 1979 ·
1980 – 1989 ·
1990 – 1999 ·
2000 – 2009 ·
2010 – 2019 ·
2020 − 2029
EK 1980 · 
EK 2004 · 
EK 2008 · 
EK 2012
WK 1994 · 
WK 2010 · 
WK 2014
OS 1920 · 
OS 1952 · 
OS 2004
1920 · 
1921–1928 · 
1929 · 
1930 · 
1931 · 
1932 · 
1933 · 
1934 · 
1935 · 
1936 · 
1937 · 
1938 · 
1939–1947 · 
1948 · 
1949 · 
1950 · 
1952 · 
1952 · 
1953 · 
1954 · 
1955 · 
1956 · 
1957 · 
1958 · 
1959 · 
1960 · 
1961 · 
1962 · 
1963 · 
1964 · 
1965 · 
1966 · 
1967 · 
1968 · 
1969 · 
1970 · 
1971 · 
1972 · 
1973 · 
1974 · 
1975 · 
1976 · 
1977 · 
1978 · 
1979 · 
1980 · 
1981 · 
1982 · 
1983 · 
1984 · 
1985 · 
1986 · 
1987 · 
1988 · 
1989 · 
1990 · 
1991 ·
1992 · 
1993 · 
1994 · 
1995 · 
1996 · 
1997 · 
1998 · 
1999 · 
2000 · 
2001 · 
2002 · 
2003 · 
2004 · 
2005 · 
2006 · 
2007 · 
2008 · 
2009 · 
2010 · 
2011 · 
2012 · 
2013 · 
2014 · 
2015 · 
2016 · 
2017 · 
2018 ·
2019 ·
2020 ·
2021 ·
2022 ·
2023
Albanië ·
Argentinië ·
Armenië ·
Australië ·
België ·
Bolivia ·
Bosnië en Herzegovina ·
Brazilië ·
Bulgarije ·
Canada ·
Chili ·
Colombia ·
Costa Rica ·
Cyprus ·
Denemarken ·
DDR · 
Duitsland ·
Ecuador · 
Egypte ·
El Salvador ·
Engeland ·
Estland ·
Ethiopië ·
Faeröer ·
Finland ·
Frankrijk ·
Georgië ·
Ghana ·
Gibraltar ·
Honduras ·
Hongarije ·
Ierland ·
IJsland ·
Israël ·
Italië ·
Ivoorkust ·
Japan ·
Joegoslavië ·
Kameroen ·
Kazachstan ·
Kosovo ·
Kroatië ·
Letland ·
Libië ·
Liechtenstein ·
Litouwen ·
Luxemburg ·
Malta ·
Marokko ·
Mexico ·
Moldavië ·
Montenegro ·
Nederland ·
Nieuw-Zeeland ·
Nigeria ·
Noord-Ierland ·
Noord-Korea · 
Noorwegen ·
Oekraïne ·
Oostenrijk ·
Palestina ·
Paraguay · 
Polen ·
Portugal ·
Qatar ·
Roemenië ·
Rusland ·
San Marino ·
Saoedi-Arabië · 
Schotland ·
Senegal · 
Servië · 
Slovenië ·
Slowakije ·
Sovjet-Unie ·
Spanje ·
Syrië ·
Tsjechië ·
Tsjecho-Slowakije ·
Turkije ·
Verenigde Staten ·
Wales ·
Wit-Rusland · 
Zuid-Korea ·
Zweden ·
Zwitserland
Colombia (2014) · 
Costa Rica (2014) · 
Duitsland (2012) · 
Ivoorkust (2014) · 
Japan (2014) ·
Polen (2012) ·
Portugal (2004, 2) · 
Rusland (2008) ·
Rusland (2012) ·
Spanje (2008) ·
Tsjechië (2012) ·
Zuid-Korea (2010) ·
Zweden (2008)
KFF · A-internationals · Bondscoaches · Statistieken · Kazachs vrouwenelftal · Olympisch elftal · Kazachstan U21 · Kazachstan U20 · Kazachstan U19 · Kazachstan U18 · Kazachstan U17
1992 – 1999 · 2000 – 2009 · 2010 – 2019 · 2020 – 2029
1992 · 1993 · 1994 · 1995 · 1996 · 1997 · 1998 · 1999 · 2000 · 2001 · 2002 · 2003 · 2004 · 2005 · 2006 · 2007 · 2008 · 2009 · 2010 · 2011 · 2012 · 2013 · 2014 · 2015 · 2016 · 2017 · 2018 · 2019 · 2020 · 2021 · 2022 · 2023 ·
2024 · 2025
Albanië ·
Andorra ·
Armenië ·
Azerbeidzjan ·
Bahrein ·
België ·
Bosnië en Herzegovina ·
Bulgarije ·
Burkina Faso ·
China ·
Curaçao ·
Cyprus ·
Denemarken ·
Duitsland ·
Engeland ·
Estland ·
Faeröer ·
Finland ·
Frankrijk ·
Georgië ·
Griekenland ·
Hongarije · 
Ierland ·
IJsland ·
Irak ·
Iran ·
Japan ·
Jordanië ·
Kirgizië ·
Koeweit ·
Kroatië ·
Laos ·
Letland ·
Libanon ·
Libië ·
Liechtenstein ·
Litouwen ·
Litouwen ·
Luxemburg ·
Malta ·
Moldavië ·
Montenegro ·
Nederland ·
Nepal ·
Noord-Ierland ·
Noord-Korea ·
Noord-Macedonië ·
Noorwegen ·
Oekraïne ·
Oezbekistan ·
Oman ·
Oostenrijk ·
Pakistan ·
Palestina ·
Polen ·
Portugal ·
Qatar ·
Roemenië ·  
Rusland ·
San Marino ·
Saoedi-Arabië ·
Schotland ·
Servië ·
Singapore ·
Slovenië ·
Slowakije ·
Syrië ·
Tadzjikistan ·
Thailand ·
Tsjechië ·
Turkmenistan ·
Turkije ·
Verenigde Arabische Emiraten ·
Vietnam ·
Wales ·
Wit-Rusland ·
Zuid-Korea ·
Zweden